# Manutschehr Eghbal

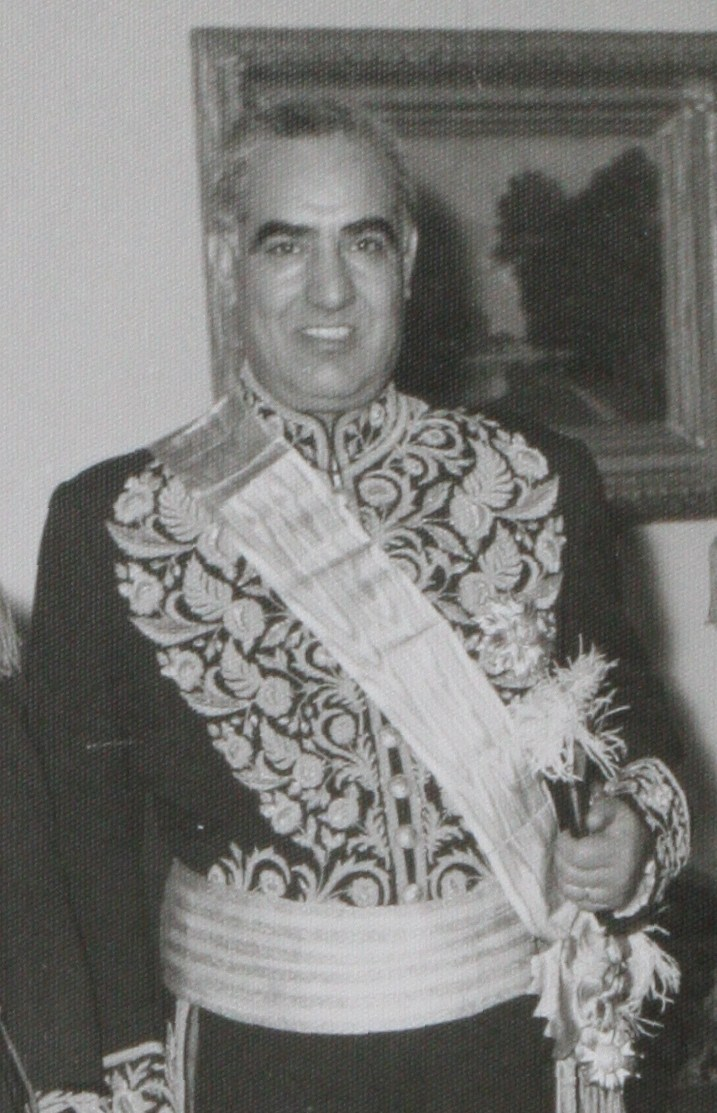
Manutschehr Eghbal

Manutschehr Eghbal (persisch منوچهر اقبال; auch Manouchehre Eqbal; * 14. Oktober 1909 in Kaschmar, Iran; † 25. November 1977 in Teheran) war ein iranischer Politiker. Er war Mediziner, Hochschullehrer, Rektor der Universität Teheran, Minister und Premierminister von Iran.

## Leben
Manutschehr Eghbal wurde am 14. Oktober 1909 als fünftes von elf Kindern in Maschhad geboren. Der Vater von Manutschehr Eghbal war Mitglied der verfassungsgebenden Versammlung, die die Verfassung von 1906 ausarbeitete, und damit im Rahmen der Konstitutionellen Revolution die verfassungsrechtlichen Grundlagen einer konstitutionellen Monarchie in Iran schuf.
Manutschehr besuchte das Dar-ol-Fonun-Gymnasium. Nach seinem Abitur ging er nach Frankreich und studierte dort Medizin. Nach Iran kehrte er 1933 mit einem medizinischen Doktorgrad zurück. In Maschhad meldete er sich zum Dienst bei der Armee und wurde Leiter des dortigen Armeekrankenhauses. Nach dem Ende seiner Militärzeit zog er 1936 nach Teheran und begann eine Laufbahn als Professor an der neu gegründeten medizinischen Fakultät der Universität Teheran.
1942, nach dem Rücktritt Reza Schahs zu Gunsten seines Sohnes Mohammad Reza Pahlavi, wurde Manutschehr Eghbal von Premierminister Ahmad Qavām ins Gesundheitsministerium berufen. Wenig später wurde Eghbal Gesundheitsminister im Kabinett Qavām. 
Am 4. Februar 1949 erwartete Manutschehr Eghbal als Mitglied des Empfangskomitees der Universität Teheran auf Mohammad Reza Schah, als dieser bei einem Attentat leicht verletzt wurde. Eghbal leistete dem verwundeten Schah erste Hilfe und begleitete ihn ins Krankenhaus.
Nachdem Mohammad Mossadegh 1951 Premierminister geworden war, war für Manutschehr Eghbal die politische Laufbahn vorläufig beendet. Zum einen Stand er den Pahlavis nahe. Zum anderen war er mit einer französischen Christin verheiratet und seine Töchter waren ebenfalls getaufte Christen, die auch ein Kreuz als Schmuck trugen. Eghbal war bereits unter dem Vorgänger von Mossadegh, Premierminister Hadsch Ali Razmara, auf eine Liste als „untauglich für ein öffentliches Amt“ gesetzt worden. 1953 ging er zurück an die Universität Teheran und wurde deren Rektor.

### Premierminister

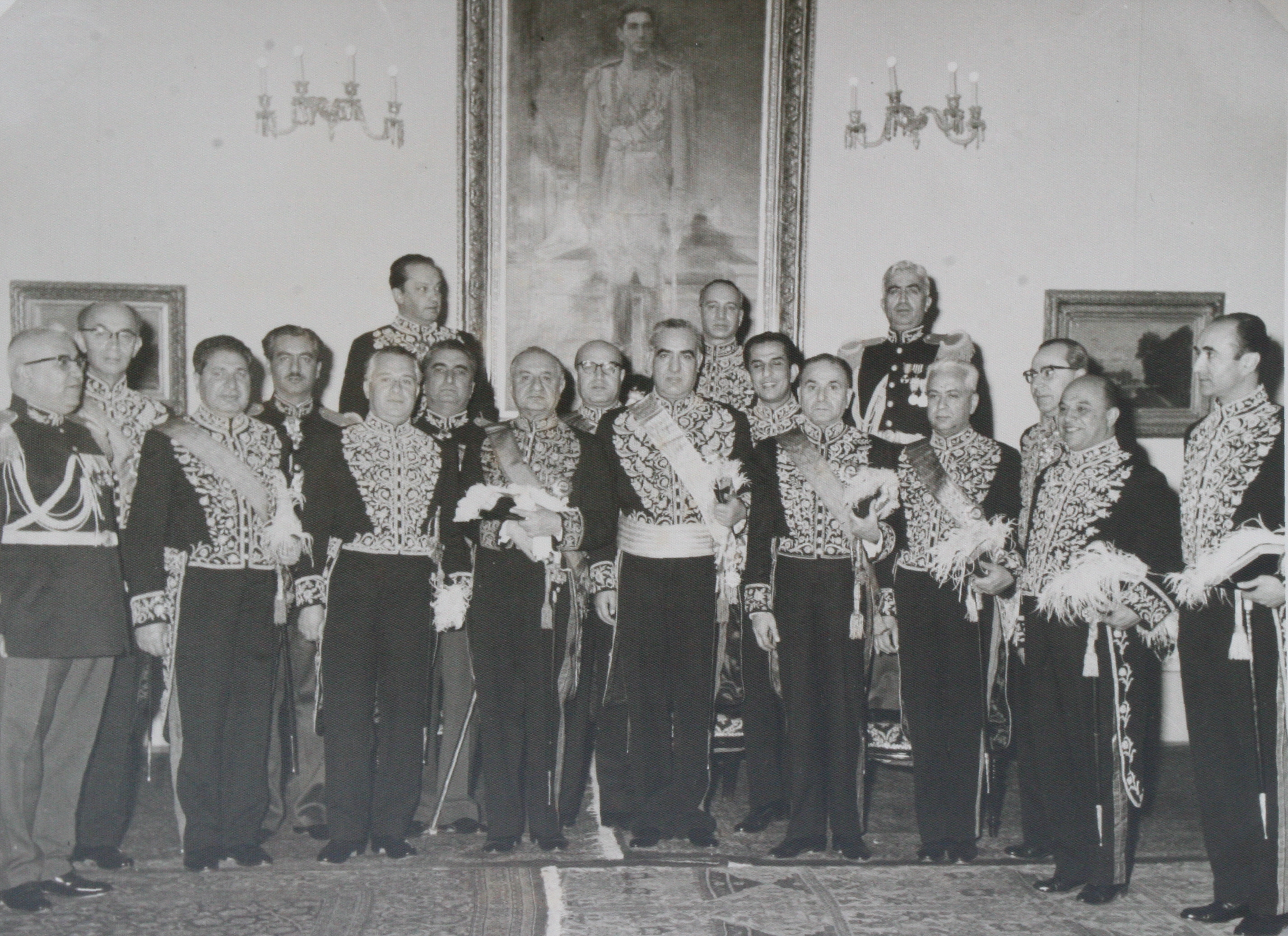
Kabinett Eghbal Ali-Akbar Zargham (ganz links), Teymur Bachtiar (vierter von links), Dschafar Scharif-Emami (links vom Eghbal), Manutschehr Eghbal (Mitte), Dschamschid Amusegar (rechts von Eghbal), Asadollah Alam (ganz rechts)

Nach nur drei Jahren als Rektor der Universität Teheran wurde Manutschehr Eghbal mit der am 2. Juni 1956 ausgesprochenen Berufung zum Hofminister wieder politisch aktiv. Die Tatsache, dass Mohammad Reza Schah Eghbal dieses wichtige Amt übertrug, belegt das besondere Vertrauen, das Mohammad Reza Schah in Eghbal hatte. Da überrascht es auch nicht, dass Manutschehr Eghbal am 4. April 1957 Premierminister wurde, während der bisherige Premierminister Hossein Ala Hofminister wurde. Manutschehr Eghbal trat sein Amt in der Zeit des zweiten Entwicklungsplans, des von Abol Hassan Ebtehadsch, dem Direktor der mächtigen Planungsorganisation, für die Jahre von 1956 bis 1962 entworfenen Wirtschaftsprogramms, an.
Von der iranischen Presse wurde die Ernennung Eghbals freudig begrüßt. Er enttäuschte seine Anhänger nicht und ordnete an, dass es von nun an keinen Ausnahmezustand und keinen Einsatz des Militärs gegen Demonstranten mehr geben solle. Mit dieser Entscheidung sollten die politischen Auseinandersetzungen der Nach-Mossadegh-Ära endgültig beendet und der wirtschaftliche Aufbau des Landes in den Vordergrund des politischen Interesses gerückt werden. In den USA war Präsident Dwight D. Eisenhower für eine zweite Amtszeit gewählt worden. Am 5. Januar 1957 wurde die nach Eisenhower benannte Doktrin erlassen, nach der die USA mit allen zur Verfügung stehenden Mitteln gegen die vom internationalen Kommunismus gestartete Aggression im Nahen Osten vorgehen wollten. Für Iran bedeutete dies zunächst, dass das Land mit amerikanischer Hilfe einen Geheimdienst aufbauen sollte, um eine mögliche kommunistische Unterwanderungen frühzeitig erkennen zu können. Noch vor der Ernennung Eghbals zum Premierminister war am 20. März 1957 das Gesetz zur Gründung des SAVAK verabschiedet worden. Premierminister Eghbal hatte nun die Aufgabe, den Dienst aufzubauen.
Unter Premierminister Eghbal verschob sich das Machtzentrum der iranischen Politik vom Premierminister zum Schah. Eghbal war der erste Premierminister, der seine offiziellen Schreiben an den Schah mit dem Gruß „Ihr sehr ergebener Sklave“ unterzeichnete. Eghbal hatte erklärt, dass die Richtlinien der Politik nicht vom Premierminister, sondern vom Schah vorgegeben würden und die grundlegenden Entscheidungen in der Verteidigungs- und Außenpolitik einzig beim Schah lägen. Mit der Auffassung Eghbals, dass die Regierung Irans lediglich ausführendes Organ für die Politik des Schahs sei, wurde ein verhängnisvoller Weg beschritten. Nicht mehr der Premierminister war nun für politische oder wirtschaftliche Fehlentwicklungen verantwortlich, sondern einzig der Schah.
Zu Beginn seiner Regierungszeit wurde Premierminister Eghbal mit zwei wichtigen Missionen beauftragt. Als erstes sollte er ein Abkommen mit dem italienischen Ölkonzern Eni abschließen, um die Abhängigkeit von den britischen und amerikanischen Ölkonzernen des Konsortialabkommens zu mildern. Zweitens sollte Eghbal einen Freundschafts- und Nichtangriffspakt mit der Sowjetunion aushandeln, der den Sowjetisch-iranischen Freundschaftsvertrag von 1921 ablösen sollte. Iran war seit 1955 Mitglied der CENTO, einem Verteidigungsbündnis zwischen den USA, dem Irak, der Türkei, Großbritannien, Pakistan und Iran. Mit dem Beitritt zu diesem Militärbündnis hatte Iran seine seit Jahrhunderten bestehende außenpolitische Neutralität aufgegeben. Der geplante Vertrag zwischen der Sowjetunion und Iran sollte ein Ausgleich zwischen den westlichen Sicherheitsinteressen und den Sicherheitsinteressen der Sowjetunion, zumindest was Iran betraf, herbeigeführt werden. Präsident Eisenhower betrachtete diesen geplanten Vertrag zwischen Iran und der Sowjetunion jedoch als unfreundlichen Akt gegenüber den USA. Nach einer schriftlichen Intervention Eisenhowers beim Schah wurde das Vorhaben von iranischer Seite zunächst aufgegeben. Am 2. März 1959 erklärte die iranische Regierung unter Premierminister Manutschehr Eghbal der sowjetischen Regierung allerdings, dass sie Artikel 6 des Vertrages, der der Sowjetunion das Recht einräumte, unter bestimmten Bedingungen in Iran einzumarschieren, als nicht mehr gültig betrachte. Damit war ein wichtiger Bestandteil des Vertrages, der die Souveränität Irans einschränkte, einseitig von Iran aufgekündigt worden.
Eine weitere Anweisung Mohammad Reza Schahs an Eghbal sah vor, dass Iran nach dem Vorbild der USA ein Zweiparteiensystem erhalten sollte. Premierminister Eghbal sollte eine der beiden Parteien gründen. Während Premierminister Eghbal die Melliyune (Nationalistenpartei) ins Leben rief, gründete Asadollah Alam die Mardom-Partei (Volkspartei). Die 19. Sitzungsperiode des Parlaments endete am 9. Juli 1960 und zwischen den Parteien entbrannte ein regelrechter Wahlkampf. Völlig unerwartet schaltete sich in den Wahlkampf der beiden neu gegründeten Parteien eine dritte politische Kraft ein, die in dem politisch liberalen Klima des Wahlkampfes wiedererstarkte Nationale Front. Eghbal, der nun sowohl von der Mardom-Partei als auch von der Nationalen Front attackiert wurde, versuchte die am 19. Juli 1960 abgehaltenen Wahlen „zu kontrollieren“. Die massiven Wahlfälschungen führten zu ebenso massiven Protesten und Demonstrationen. Am 3. August 1960 kam es sogar zu einem Prozess gegen Eghbal wegen Wahlfälschung. Auch Ali Amini und Asadollah Alam sprachen vom größten Wahlbetrug der iranischen Geschichte, woraufhin Premierminister Eghbal am 7. August 1960 zurücktrat. Mohammad Reza Schah forderte die neu gewählten Parlamentsabgeordneten auf, ihr Amt zurückzugeben, da sie ganz offensichtlich nicht das Vertrauen der Bevölkerung besäßen. Neuer Premierminister wurde Dschafar Scharif-Emami.
Nach seinem Rücktritt als Premierminister übernahm Eghbal wieder das Rektorenamt der Universität Teheran. Aber auch dieses Amt sollte er, von den Auswirkungen seines Wahlbetruges verfolgt, bald aufgeben müssen. Studenten organisierten Demonstrationen und Vorlesungsstreiks, setzten während eines Protestmarsches sein Auto in Brand und Eghbal musste aus dem Universitätscampus unter Polizeischutz mit einem Hubschrauber in Sicherheit gebracht werden. Eghbal verließ Iran und wurde Irans Botschafter bei der UNESCO in Paris.

### Leiter der NIOC
Nachdem sich die Lage in Iran etwas beruhigt hatte, kehrte Manutschehr Eghbal wieder zurück und wurde Präsident der National Iranian Oil Company (NIOC). Er sollte diesen Posten für 14 Jahre innehaben, ohne die Ölpolitik des Landes wesentlich zu beeinflussen. Mohammad Reza Schah hatte die Ölpolitik Irans schon seit langem selbst bestimmt und Dschamschid Amusegar als seinen Emissionär benutzt, um seine politischen Vorstellungen umzusetzen. Im November 1977 wurde Eghbal vom Schah aufgefordert, von seinem Amt als Präsident der NIOC zurückzutreten. Eghbal entsprach dem Wunsch des Schahs, war aber tief getroffen, dass er das Vertrauens des Schahs verloren hatte. 
In der Nacht zum 25. November 1977 starb Manutschehr Eghbal an einem Herzinfarkt. Viele, die ihn näher kannten, meinten, er starb an gebrochenem Herzen. Offensichtlich hatte er seinen Abschied von der Macht nicht verkraftet.

### Ehe und Nachkommen
Manutschehr Eghbal war mit einer Französin verheiratet. Aus der Ehe gingen drei Töchter hervor. Während eine Tochter in ein Kloster ging und Nonne wurde, heiratete die zweite Tochter zunächst Mahmood Reza Pahlavi, den Bruder von Mohammad Reza Schah Pahlavi, und nach der Scheidung von diesem dann Schahriar Schafiq, den Sohn von Mohammad Reza Schah Pahlavis Zwillingsschwester Aschraf Pahlavi. Die dritte Tochter heiratete einen Schweizer Arzt und lebt in der Schweiz.

## Ehrungen
- 1957: Großkreuz des Bundesverdienstkreuzes
- 1958: Großkreuz des Päpstlichen Piusordens[3]